# Turbospoedappèl
Een turbospoedappèl is een variant op het zogenaamde spoedappèl, een term gegeven aan een hoger beroep in het civiele procesrecht, waarbij de gebruikelijke termijnen komen te vervallen. Er wordt dan beroep gedaan op artikel 9.1.13 van het Landelijk procesreglement voor civiele dagvaardingszaken bij de gerechtshoven, dat stelt:
"In geval van uiterste spoed kan van bovenstaande regeling worden afgeweken en kunnen termijnen worden verkort. In dat geval wendt de meest gerede partij zich vóór het aanhangig maken van de zaak bij met redenen omkleed schriftelijk verzoek daartoe tot het hof".
In 2021 kreeg het begrip turbospoedappèl en de clausule uit het procesreglent bekendheid toen de Staat der Nederlanden hoger beroep aantekende tegen een beslissing van de Haagse voorzieningenrechter dat de regeling omtrent de invoering van een avondklok niet correct juridisch onderbouwd was, en nog op dezelfde dag een uitspraak daaromtrent verlangde.
De meeste procesreglementen zijn in juni en juli 2022 door de gerechtsvergaderingen vastgesteld en moeten sindsdien worden beschouwd als recht in de zin van art. 79 Wet op de Rechterlijke Organisatie.